# Ichneumon tumidulus
Ichneumon tumidulus är en stekelart som beskrevs av Cameron 1885. Ichneumon tumidulus ingår i släktet Ichneumon och familjen brokparasitsteklar. Inga underarter finns listade i Catalogue of Life.